# 目切遺跡
座標: 北緯36度05分04.0秒 東経138度04分06.5秒 / 北緯36.084444度 東経138.068472度
目切遺跡（めきりいせき）は、長野県岡谷市長地鎮（おさちしずめ）に所在する、縄文時代から中世にかけての複合遺跡である。特に縄文時代の出土遺物が著名で、岡谷市指定有形文化財に指定されているほか、文化庁認定日本遺産「No.061星降る中部高地の縄文世界」の構成文化財にも認定されている。

## 概要
縄文時代の早期から晩期にわたる集落遺構と遺物が検出された。現在の目切遺跡となる地域が最も栄えたのは縄文時代の中期（約4500年前）にあたる頃であった。この遺跡からは112棟の竪穴建物跡が発見されているが、そのうち79棟が縄文中期のものだった。豪華な文様で飾られた土器や石器類がたくさん出土した。

## マメ科植物の出土
約4000～4500年前の縄文時代中期の土層から、アズキやツルマメの仲間など豆類の炭化した種子68点が発掘されたことが、2012年6月20日に発表された。
これは、2009年から3年間、地元の考古学研究者らと岡谷市教育委員会が協力して、縄文時代中期のものと推定される市内の志平・目切・清水田・梨久保・上向の各遺跡から発掘された土器に残る圧痕や、目切遺跡の建物跡の炭化物を調査してわかったものである。長径約3～7ミリのマメが多数確認され、長野県内の縄文遺跡で多くのマメ科植物が検出された例はかつてないことであるという。ただしこれらのマメが栽培されたものであるかどうかは不明である。
従来、「縄文時代は農耕社会ではない」とされてきたのに対し、諏訪市出身の考古学者藤森栄一は「縄文農耕論」を提唱していたものの、その証拠はなかった。明治大学黒曜石研究センター客員教授の会田進（長野県考古学会長）は「今回の発見は縄文農耕論を立証するものとは言えない。しかし、見つかった種子の数も多く、除草などの管理をしていた可能性はある。縄文時代中期に主食となり得るマメの栽培化に向けて動き出し、農耕社会の入り口に入りつつあった可能性がある」と指摘している。

## 文化財
以下に代表される出土遺物が岡谷市指定有形文化財に指定されている。
- 壺を持つ妊婦土偶 - 縄文時代中期。
- 顔面把手付深鉢形土器 - 縄文時代中期。顔面把手付深鉢形土器は複数の遺跡で出土している。海戸遺跡から出土した顔面把手付深鉢形土器は、国の重要文化財に指定されており、顔面把手が外側をむいているのが特徴の1つである。目切遺跡と榎垣外遺跡から出土したものは、顔面把手が内側を向いている。

## 土偶展
「壺を持つ妊婦土偶」（市立岡谷美術考古館所蔵）は、2009年9月10日から11月22日までイギリスの大英博物館で行われた文化庁海外展「THE POWER OF DOGU」や、2009年12月15日から2010年2月21日まで東京国立博物館で行われた「国宝 土偶展」で展示された。この展示では「壺を持つ妊婦土偶」ほか66件が紹介された。

## 関連する遺跡
岡谷市内には、目切遺跡と時期を同じくする遺跡や、また時期の異なる遺跡として、以下のものがある。
- 岡谷丸山遺跡
- 梨久保遺跡
- 海戸遺跡
- 垣外遺跡
- 禅海塚遺跡
- 橋原遺跡
- 花上寺遺跡
- 清水田遺跡
- 樋沢遺跡
- 間下丸山遺跡
- 志平遺跡
- 上向遺跡
- コウモリ塚古墳

## 参考資料
- 『信濃毎日新聞』2012年6月21日記事